# Internazionali Tennis Val Gardena Südtirol 2022
Gli Internazionali Tennis Val Gardena Südtirol 2022 sono stati un torneo maschile di tennis professionistico. È stata la 13ª edizione del torneo, facente parte della categoria Challenger 80 nell'ambito dell'ATP Challenger Tour 2022, con un montepremi di 45 730 €. Si è svolto dal 24 al 30 ottobre 2022 sui campi in cemento del Tennis Center Ortisei di Ortisei, in Italia.

## Partecipanti

### Teste di serie
| Nazionalità | Giocatore        | Ranking* | Testa di serie |
| ----------- | ---------------- | -------- | -------------- |
| Rep. Ceca   | Tomáš Macháč     | 112      | 1              |
| Cile        | Nicolás Jarry    | 118      | 2              |
| Italia      | Luca Nardi       | 130      | 3              |
| Germania    | Yannick Hanfmann | 155      | 4              |
| Italia      | Giulio Zeppieri  | 166      | 5              |
| Italia      | Flavio Cobolli   | 167      | 6              |
| Slovacchia  | Lukáš Klein      | 170      | 7              |
| Ungheria    | Fábián Marozsán  | 174      | 8              |

* Ranking al 17 ottobre 2022.

### Altri partecipanti
I seguenti giocatori hanno ricevuto una wild card per il tabellone principale:
- Federico Arnaboldi
- Luca Nardi
- Stefano Travaglia

I seguenti giocatori sono entrati in tabellone come alternate:
- Mirza Bašić
- Mattia Bellucci
- Lorenzo Giustino

I seguenti giocatori sono passati dalle qualificazioni:
- Sandro Kopp
- Evgenij Karlovskij
- Alibek Kachmazov
- Térence Atmane
- Andrew Paulson
- Petr Nouza

Il seguente giocatore è entrato in tabellone come lucky loser:
- Marius Copil

## Campioni

### Singolare
Borna Gojo ha sconfitto in finale  Lukáš Klein con il punteggio di 7–6(4), 6–3.

### Doppio
Denis Istomin /  Evgenij Karlovskij hanno sconfitto in finale  Marco Bortolotti /  Sergio Martos Gornés con il punteggio di 6–3, 7–5.